# Brigitte Bierlein

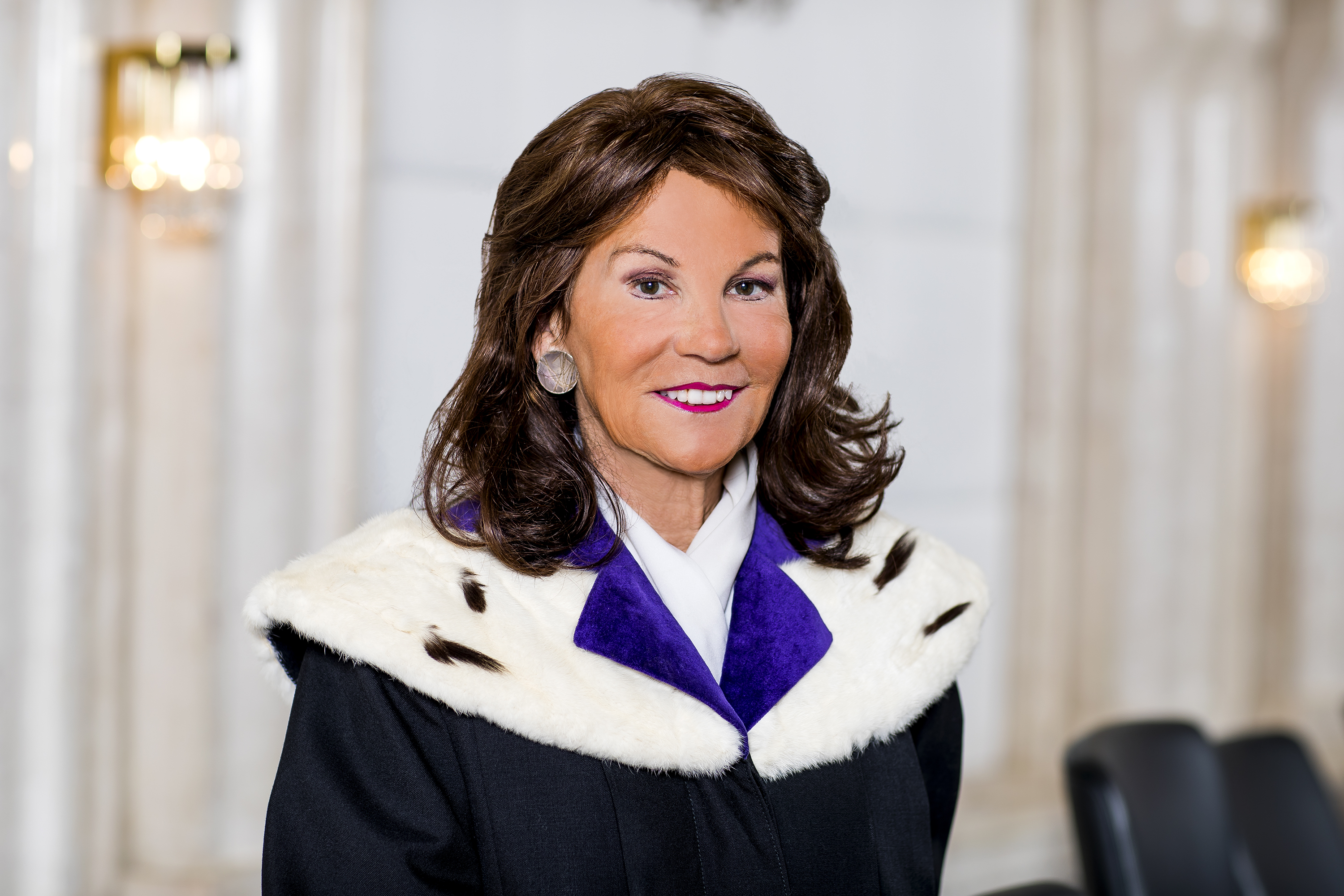
Brigitte Bierlein, 2018

Brigitte Bierlein (Wenen, 25 juni 1949 – aldaar, 3 juni 2024) was een Oostenrijkse jurist en bondskanselier. Zij werd in 2018 president van het Constitutionele Hof van de Republiek Oostenrijk. Tussen juni 2019 en januari 2020 was Bierlein als eerste vrouw in de geschiedenis bondskanselier van Oostenrijk. Ze nam deze functie als partijloze waar na de val van de regering-Kurz I. 

## Biografie
Bierlein studeerde rechten aan de Universiteit van Wenen, waar ze in 1971 promoveerde. Ze volgde de opleiding tot rechter en was enkele jaren rechter in Wenen. In 1977 werd ze officier van justitie (Staatsanwältin). Zij werkte enige tijd bij het ministerie van justitie en werd vervolgens hoofdofficier (Oberstaatsanwältin).
Bierlein was van 1990 tot 2003 advocaat-generaal bij het Oostenrijks hooggerechtshof en van 2003 tot 2018 vicevoorzitter van het Constitutionele Hof. Zij werd in 2018 president van het Constitutionele Hof van de Republiek Oostenrijk.

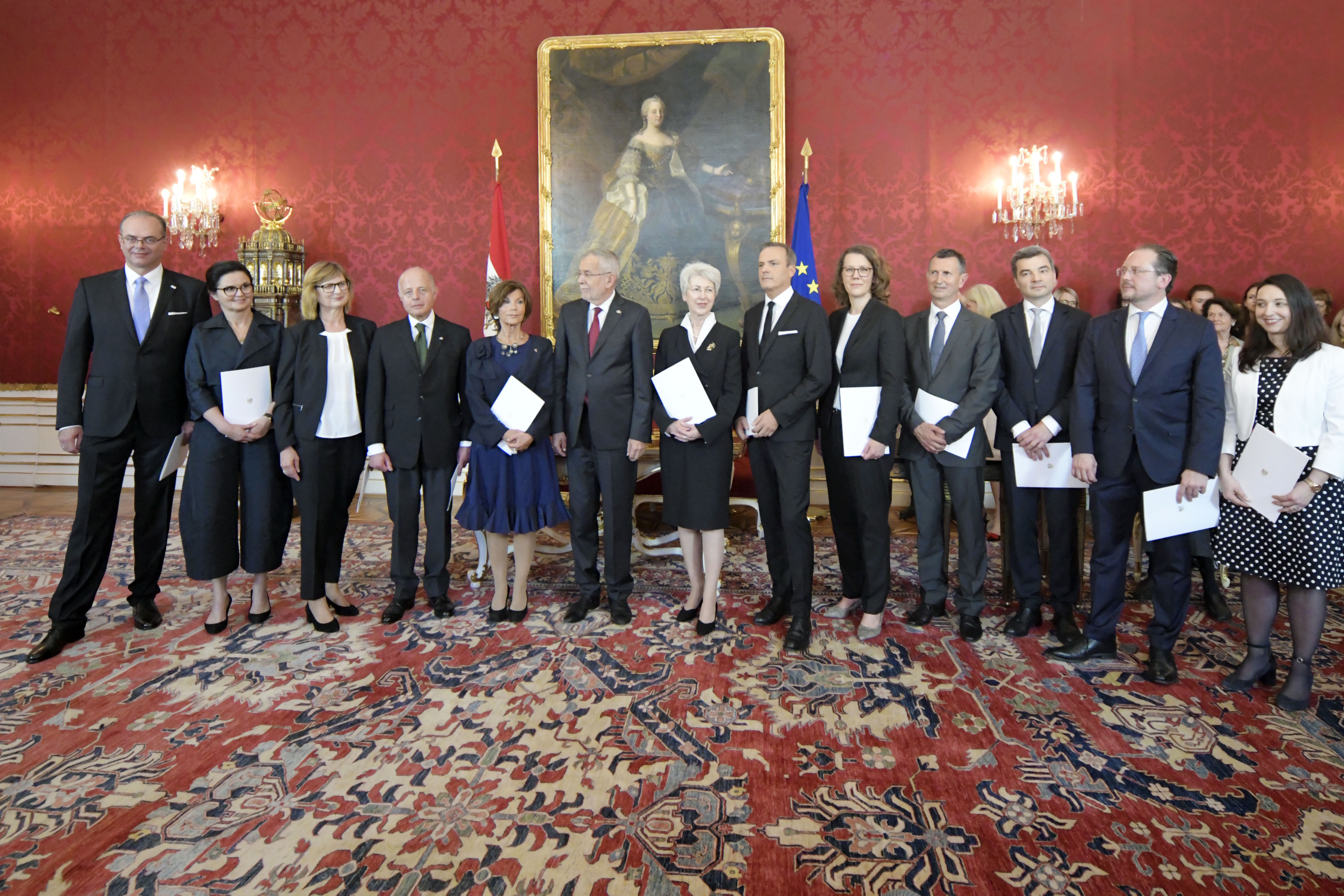
Brigitte Bierlein (5e van links) met haar kabinet na de beëdiging door president Van der Bellen.

Na de val van de regering-Kurz I werd ze op 30 mei 2019 door president Alexander Van der Bellen belast met de opdracht om een federale interim-regering te vormen. Deze regering moest de lopende zaken waarnemen tot er na parlementsverkiezingen een nieuwe regering kon worden aangesteld. Bierlein trad terug als voorzitter van het Constitutionele Hof; op 3 juni 2019 werd het kabinet-Bierlein beëdigd, waarmee zij de eerste vrouwelijke bondskanselier in de geschiedenis van Oostenrijk werd.
De parlementsverkiezingen van september 2019 leverden een grote zege op voor de ÖVP, waardoor Sebastian Kurz opnieuw bondskanselier werd. Hij trad aan op 7 januari 2020, waarmee er aan de regeerperiode van Bierlein een eind kwam.
Bierlein overleed op 3 juni 2024 op 74-jarige leeftijd.
Karl Renner · Michael Mayr · Johann Schober · Walter Breisky · Johann Schober · Ignaz Seipel · Rudolf Ramek · Ignaz Seipel · Ernst Streeruwitz · Johann Schober · Carl Vaugoin · Otto Ender · Karl Buresch · Engelbert Dollfuss · Kurt Schuschnigg · Arthur Seyss-Inquart · Karl Renner · Leopold Figl · Julius Raab · Alfons Gorbach · Josef Klaus · Bruno Kreisky · Fred Sinowatz · Franz Vranitzky · Viktor Klima · Wolfgang Schüssel · Alfred Gusenbauer · Werner Faymann · Christian Kern · Sebastian Kurz · Hartwig Löger · Brigitte Bierlein · Sebastian Kurz · Alexander Schallenberg · Karl Nehammer · Alexander Schallenberg · Christian Stocker
- Gemeinsame Normdatei: 1045329606
- International Standard Name Identifier: 0000 0003 9002 6396
- Nederlandse Thesaurus van Auteursnamen: 326553495
- Système universitaire de documentation: 277146194
- Virtual International Authority File: 305441866
- WorldCat: E39PBJvmKwpwy37DXpvmFPPvpP